# Rachicerus flabellum
Rachicerus flabellum är en tvåvingeart som beskrevs av Akira Nagatomi 1970. Rachicerus flabellum ingår i släktet Rachicerus och familjen vedflugor. Inga underarter finns listade i Catalogue of Life.